# 佐久の鯉太郎
「佐久の鯉太郎」（さくのこいたろう）は、1967年10月5日に発売された橋幸夫の93枚目のシングルである（SV-625）。

## 概要
- 潮来笠でデビューした橋幸夫は、多くの股旅物を発表し、その大半は恩師にあたる作詞家佐伯孝夫、作曲家吉田正によって制作されたものである。本作も両者による制作であるが、楽曲は初期の股旅ものとは異なっている。
- 1964年8月に発売した「恋をするなら」から、エレキサウンドを取入れたリズム歌謡を発表し、「恋のメキシカン・ロック」てこの分野に終止符を打ったが、それから間もない時期にあたり、リズム歌謡のサウンドが取り入れられている[1]。
- 楽譜では「♪=134 8Beat Rock」と指定されており[2]、GS時代に対応した股旅ものとなっており、演奏にもエレキギターが使用されている。
- 作詞の佐伯孝夫は、板東（関東）を対象とした作品の他、信州を対象としたものも得意で、本作も著名な「佐久鯉」をモチーフにした信州ものである。
- c/wの「恋の磐梯山」も同じく、佐伯孝夫、吉田正の作品である。

## 収録曲
1. 佐久の鯉太郎
作詞：佐伯孝夫、作・編曲：吉田正
2. 恋の磐梯山
作詞：佐伯孝夫、作・編曲：吉田正

## 収録アルバム
- 『橋幸夫 ザ・ベスト』（2012年7月25日）
- 『橋幸夫ベスト～盆ダンス～』（2005年11月23日）
- 『颯爽!橋幸夫 股旅名曲集』（2005年3月9日）＜COLEZO！＞復刻版
- 『元祖、股旅ここにあり！』（2001年11月21日）
- 『橋幸夫が選んだ橋幸夫ベスト40曲』（2000年10月4日）
- 『〈TWIN BEST〉』（1998年11月6日）
- 『〈BEST ONE〉』（1996年10月23日）
- 『吉田正 自撰77曲（下）』（1998年7月23日）

他

## 関連・参考サイト
- 佐久養殖漁業協同組合